# Електрон (Івано-Франківськ)
Футбольний клуб «Електрон» — аматорський радянський український футбольний клуб з Івано-Франківська, одна з найбільш титулованих аматорських команд  Івано-Франківської області.  Неодноразовий учасник чемпіонату УРСР серед КФК. Матчі проводив на стадіоні «Електрон».

## Хронологія назв
- 1960—1971: «Прилад» (Станіслав / Івано-Франківськ)
- 1972—1991: «Електрон» (Івано-Франківськ)

## Історія
Футбольна команда була створена в 1960-х роках керівництвом Івано-Франківського заводу «Промприлад». Невдовзі «Прилад» стає постійним учасником чемпіонатів і розіграшів Кубка Івано-Франківської області. Дебют у провідному дивізіоні аматорського футболу Прикарпаття припав на 1969 рік (8-е місце). Перший серйозний успіх в обласних змаганнях прийшов у 1971 році, коли колектив став переможцем першості регіону. Своєму прем'єрному тріумфові на обласному рівні команда в чималій мірі повинна завдячувати легенді прикарпатського футболу Мирославу Думанському. У цей час він трудився на «Промприладі», тож дирекція заводу вирішила довірити йому на громадських засадах керівництво футбольним колективом.   
В 1972 році клуб змінив назву на «Електрон» і дебютував у Чемпіонаті УРСР серед колективів фізкультури. В 1973 році команда здобула дубль — золоті медалі Чемпіонату області і Кубок області. Цей успіх, як і всі наступні значні звитяги приладобудівників аж до середини 1980-х, припали на час, коли біля керма колективу стояв вже Роман Мазур. 
У 1976 році стався найбільший тріумф у клубній біографії «Електрона» —  його футболісти здобули Кубок УРСР серед колективів фізкультури, перемігши у фіналі «Титан» (Армянськ) з рахунком 2:1. У наступному сезоні приладобудівники були близькими до повторення минулорічного успіху, проте цього разу у фіналі вони поступилися з рахунком 0:1 тому ж таки «Титанові».
Загалом команда була 7-разовим чемпіоном Івано-Франківської області (1971, 1972, 1973, 1974, 1976, 1977, 1985), 6-разовим володарем Кубка Івано-Франківської області (1973, 1974, 1976, 1977, 1978, 1983), багаторазовим учасником змагань у Чемпіонаті УРСР серед колективів фізкультури.
У 1990 році «Електрон» востаннє взяв участь в обласному чемпіонаті. У наступному футбольному сезоні через фінансову скруту підприємства заводський колектив вдалося заявити тільки у змагання першості міста. Як виявилося, цей турнір став останнім офіційним в спортивній історії аматорського клубу.   

## Відомі гравці
- Аністратов Віктор
- Бойко Анатолій
- Гнатишин Михайло
- Гумінілович Мар'ян
- Мороз Богдан
- Павліський Ярослав

## Відомі тренери
- Думанський Мирослав